# Attacco di Itamar
L'attacco di Itamar, anche chiamato il massacro di Itamar, è stato un massacro perpetrato su una famiglia ebraica nell'insediamento israeliano di Itamar in Cisgiordania, avvenuto l'11 marzo 2011, in cui furono assassinati nei loro letti cinque membri della stessa famiglia.
Le vittime furono il padre Ehud (Udi) Fogel, la madre Ruth Fogel, e tre dei loro sei figli (Yoav, 11 anni, Elad, 4, e Hadas, il più piccolo, un neonato di tre mesi). Secondo quanto riportato da David Ha'ivri, e da più fonti il neonato fu decapitato. L'insediamento di Itamar è stato nel tempo teatro di numerosi attacchi omicidi prima di questo massacro.
Per il massacro furono arrestati due giovani cugini palestinesi, Amjad Awad e Hakim Awad, originari del villaggio di Awarta. Il 5 giugno 2011 i due uomini furono incriminati per l'omicidio di cinque persone, furto di armi, violazione di domicilio e associazione a delinquere. Entrambi vennero successivamente incarcerati. Inizialmente essi negarono qualsiasi coinvolgimento nel massacro, ma successivamente rivendicarono con orgoglio gli omicidi, non esprimendo alcun rimorso e fornendo una dettagliata ricostruzione dell'assalto davanti alle forze di Sicurezza.
L'attacco venne duramente condannato dalle Nazioni Unite, dal Quartetto per il Medio Oriente, Francia, Germania, Regno Unito, Stati Uniti, e da molti altri governi, così come anche dalla Autorità Palestinese e da molte organizzazioni non governative. L'agenzia di stampa ufficiale della Repubblica Popolare Cinese Xinhua affermò che l'attacco fu lodato dalla Jihad Islamica palestinese. Le Brigate dei Martiri di Al-Aqsa dichiararono che "l'eroica azione è la naturale risposta ai crimini dell'occupazione (israeliana) contro il nostro popolo nella Cisgiordania e nella Striscia di Gaza". Un sondaggio di opinione indicò che il 63% dei palestinesi era contrario all'attacco e che circa un terzo invece lo approvava. Uno degli autori del massacro fu descritto come "eroe" e "leggenda" dai membri della sua famiglia, durante un programma televisivo nazionale palestinese settimanale.

## Contesto
Grazie ad un rafforzamento delle misure di sicurezza da parte della Autorità Nazionale Palestinese, le azioni delle organizzazioni militanti palestinesi nella Cisgiordania erano diminuite. Nel corso dei due anni precedenti Israele aveva rimosso numerosi blocchi stradali e checkpoint, e pur tuttavia attorno ad Itamar era rimasta una recinzione di sicurezza. L'attacco fu il primo massacro di coloni dalla sparatoria dell'agosto 2010 che causò quattro morti presso Kiryat Arba.
Gli attacchi nei confronti degli insediamenti israeliani nella Cisgiordania erano stati accolti favorevolmente in precedenti occasioni da alcuni militanti palestinesi che sostenevano che i coloni fossero de facto dei combattenti nel conflitto israelo-palestinese in corso.
Itamar è stata teatro di numerosi scontri tra coloni ebrei e i palestinesi locali. Prima dell'attacco erano nate tensioni tra Itamar e l'adiacente villaggio palestinese di Awarta. I palestinesi avevano accusato i coloni di aver tagliato centinaia di alberi di olivo, bruciato auto e aver sparato ai residenti palestinesi. Una settimana prima dell'attacco dieci palestinesi e un colono erano stati feriti in uno scontro in cui soldati israeliani vennero accusati di aver fatto fuoco per sedare i disordini, e due adolescenti palestinesi erano stati uccisi con arma da fuoco un anno prima mentre raccoglievano immondizia vicino ad Itamar.

## Gli autori del massacro
L'assalto fu compiuto dai due cugini Amjad Mahmad Awad (18 anni) e Hakim Mazen Awad (17 anni).
Hakim era uno studente di scuola superiore il cui padre, Mazen, è attivo nella milizia comunista del FPLP. Mazen era stato in passato arrestato e processato dall'Autorità palestinese ricevendo una condanna a 5 anni di prigione per l'omicidio di una cugina e per averne bruciato il corpo. Suo zio Jibril era un militante del FPLP che aveva partecipato all'Assalto ad Itamar nel 2002 in cui la milizia comunista provocò la morte di quattro civili, inclusi tre bambini, e dell'ufficiale per la sicurezza dell'insediamento, e venne ucciso in uno scontro con l'esercito israeliano nel 2003.
Amjad Mahmad Awad era affiliato al FPLP. Aveva lavorato in Israele come manovale, ed era studente presso l'Università Aperta Al-Quds. Le famiglie dei due assalitori inizialmente negarono il coinvolgimento dei due nel massacro. La madre di Hakim dichiarò falsamente che il figlio era a casa la notte del massacro e che non era mai uscito di casa, dicendo che "cinque mesi fa Hakim ha subito un intervento chirurgico allo stomaco e sono sicura che sia stato torturato e forzato a confessare". Tuttavia essa, successivamente, riconobbe il suo coinvolgimento. La famiglia di Amjad dichiarò che egli era nel villaggio al momento del massacro. Un parente disse che Hakim e Amjad non si conoscevano, perché "uno era all'Università, l'altro alle superiori". Egli dichiarò anche che se loro fossero stati colpevoli sarebbero stati catturati in poco tempo, dato che "il mondo intero conosce l'abilità degli investigatori israeliani e i loro mezzi sofisticati". Amjad e Hakim Awad avevano pianificato un assalto ad Itamar giorni prima. Tre giorni prima della strage, essi si erano rivolti ad un membro del FPLP per avere delle armi, ma la loro richiesta venne rifiutata. Al mezzogiorno del venerdì 11 marzo decisero che sarebbero entrati ad Itamar quella notte, e che avrebbero compiuto l'assalto armati di coltelli.
Amjad e Hakim Awad erano già sotto custodia quando furono identificati come gli assassini, e i loro nomi furono resi pubblici il 17 aprile. Essi fornirono un dettagliato resoconto dell'assalto ed altrettanto dettagliata ricostruzione. Nonostante i legami di entrambi gli indagati con il PFLP, gli investigatori dello Shin Bet non identificarono l'assalto come eseguito su richiesta del PFLP, ritenendolo piuttosto un atto individuale. Le autorità israeliane affermarono che essi avevano pianificato l'assalto con largo anticipo e che non avevano mostrato alcun rimorso per le loro azioni.

## L'assalto
Secondo gli investigatori israeliani, Amjad e Hakim Awad avevano tentato di acquistare armi da un militante del Fronte Popolare ad Awarta. Dopo il suo rifiuto decisero di compiere il massacro con dei coltelli. Poco dopo le 19 del venerdì sera i due lasciarono Awarta portando con sé numerosi coltelli, un ombrello, e delle cesoie. I due tentarono di recidere la recinzione di sicurezza dell'insediamento, ma infine la scavalcarono. Prove preliminari avevano mostrato che la recinzione attorno ad Itamar funzionava adeguatamente. All'incirca allo stesso momento in cui i due si erano infiltrati, un allarme suonò nella sala di sicurezza dell'insediamento indicando il punto esatto dal quale i due erano entrati. Ma né la squadra civile per la sicurezza né il suo responsabile, che si recò nel punto indicato dall'allarme senza trovare nulla di sospetto, informarono i soldati che pattugliavano l'area della recinzione, giungendo alla conclusione che qualche animale avesse fatto scattare l'allarme, nonostante le procedure prescrivano che l'IDF venga informato di ogni allarme.
Dopo aver scavalcato la recinzione, Amjad e Hakim camminarono per 400 metri nell'insediamento. Gli assalitori entrarono in un primo momento in casa della famiglia Chai che era però in vacanza, controllando tutte le stanze. Rubarono un fucile d'assalto M-16, munizioni, un elmetto, e un giubbotto in kevlar. Attesero un'ora e quindi entrarono in casa dei Fogel intorno alle 22.30. Secondo l'accusa, i due entrarono nella stanza dei bambini, dissero all'undicenne Yoav (che al loro ingresso si era svegliato) di non aver paura, quindi lo portarono nella stanza accanto, gli tagliarono la gola e lo accoltellarono al torace. Hakim Awad quindi strangolò Elad di 4 anni, mentre Amjad Awad lo accoltellava due volte al torace.
Successivamente i due entrarono nella camera dei genitori, e accesero la luce, svegliandoli. I genitori lottarono con gli aggressori. Ehud Fogel venne ripetutamente pugnalato al collo e Ruth Fogel fu pugnalata al collo e alla schiena, e quindi le fu sparato nel sospetto che non fosse morta. I sospettati lasciarono quindi la casa. In base alle confessioni dei sospettati, essi ebbero paura che gli spari fossero stati uditi. Quando uscirono videro un'auto di pattuglia, ma si resero conto che non sarebbero stati scoperti in quanto la pattuglia non fece nulla. I due quindi cominciarono a chiedersi se andarsene o entrare in altre case, con Hakim che insisteva che avrebbero dovuto tornare immediatamente ad Awarta, mentre Amjad sosteneva che avrebbero dovuto tornare nella casa e rubare un'altra arma. Amjad quindi entrò di nuovo in casa Fogel e quando Hadas, di tre mesi, iniziò a piangere, Amjad lo accoltellò temendo che i pianti avrebbero potuto attirare l'attenzione. In base a numerose testimonianze, il neonato fu decapitato o quasi decapitato. Gli assalitori non si accorsero degli altri due bambini addormentati nella casa. Nelle loro confessioni dichiararono che non avrebbero esitato ad uccidere anche loro se li avessero visti. Gli assassini inoltre rubarono anche il fucile M-16 di Ehud. Gli autori del massacro lasciarono l'insediamento senza essere stati scoperti.
I cugini Awad ritornarono ad Awarta a piedi, e chiesero assistenza allo zio di Hakim, Salah Awad, militante del PFLP, fornendogli una descrizione dettagliata dell'assalto. Salah li aiutò nascondendo le armi rubate e bruciando i vestiti sporchi di sangue, e portando in seguito le armi a Jad Avid, un contatto a Ramallah, per l'occultamento.
I corpi furono scoperti da Tamar Fogel, la figlia dodicenne della famiglia, che arrivò a casa verso la mezzanotte dopo una serata tra amici. Dopo aver trovato la porta sbarrata, chiese aiuto al suo vicino, Rabbi Ya'akov Cohen. Egli notò orme e fango vicino alla casa e portò con sé un'arma. I due quindi svegliarono il fratellino di sei anni che stava dormendo chiamandolo dalla finestra, e lui aprì la porta, dopodiché Cohen tornò a casa sua. Quando la ragazza scoprì il massacro, corse fuori urlando e il Rabbino accorse di nuovo sparando diversi colpi in aria per allertare il personale di sicurezza. Rabbi Cohen, che entrò di nuovo in casa assieme alla ragazza, disse che il fratellino di due anni "giaceva accanto ai genitori sanguinanti, scrollandoli con le manine e cercando di svegliarli, piangendo... lo scenario nella casa era scioccante". I paramedici della Magen David Adom e i volontari della ZAKA (Disaster Victim Identification) vennero chiamati sulla scena assieme al comandante regionale Gil Bismot. I paramedici seguirono una pista di giocattoli e sangue fino alla stanza da letto, dove trovarono i primi tre corpi: la madre, il padre, e il neonato. Nella stanza accanto trovarono il corpo del fratello undicenne. Infine giunsero nell'ultima stanza e trovarono il bambino di 4 anni gravemente ferito e in punto di morte. Il bambino morì per le ferite nonostante gli sforzi del personale medico.
In accordo alla legge ebraica i corpi rimasero nella casa per tutto il Jewish Sabbath, sorvegliati dai volontari ZAKA. Immediatamente dopo la fine di Sabbath, un'altra squadra di volontari ZAKA giunse da Immanuel. I volontari ZAKA raccolsero tutti i resti umani e pulirono la scena. Il dottor Yehuda Hiss dell'Abu Kabir Forensic Institute di Tel Aviv si recò a Itamar per procedere all'esame dei corpi. La procedura fu supervisionata dal capo del ZAKA Rabbinical Council, Rabbi Ya'akov Roget.

## Le vittime
Le vittime del massacro sono Ehud "Udi" Fogel, 36 anni, figlio di Gush Emunim attivista da Neve Tzuf, Ruth Fogel, 35 anni, figlia di un Rabbino di Gerusalemme, e tre dei loro sei figli, Yoav, 11 anni, Elad, 4 anni, e Hadas di tre mesi.
La famiglia Fogel si era stabilita ad Itamar di recente. Precedentemente viveva nell'insediamento di Gush Katif a Netzarim nella Striscia di Gaza. Dopo l'evacuazione da parte di Israele dei suoi insediamenti a Gaza nel 2005 essi si trasferirono dell'insediamento di Ariel, e nel 2000 ad Itamar, dove Udi Fogel lavorava come insegnante alla yeshivah. Tre dei figli, Tamar, Roi and Yishai, sopravvissero incolumi. Dopo il massacro furono affidati alle cure dei nonni. La dodicenne Tamar pare abbia promesso ai suoi parenti: "Sarò forte e ce la farò a superare tutto questo. Comprendo il compito che mi attende e sarò come una madre per i miei fratelli".

## Il funerale
Il funerale delle cinque vittime, tenutosi la domenica 13 marzo presso il cimitero Har HaMenuchot a Givat Shaul, Jerusalem, vide la partecipazione di circa 20.000 persone e venne trasmesso dalla televisione israeliana. Tra gli speakers intervenne il precedente Rabbino Capo Yisrael Meir Lau, che disse: "Non ci piegheremo, non ci arrenderemo, noi siamo tornati nella terra dei nostri padri e questa è la nostra casa, i bambini torneranno a vivere nei loro antichi confini e niente ostacolerà la nostra fede nel nostro giusto cammino", il Rabbino capo Ashkenazi Yona Metzger, il quale, paragonando gli assassini ad Amalek, dichiarò che "Itamar deve divenire una delle maggiori città di Israele come risposta a questo massacro", e il portavoce della Knesset Reuven Rivlin, di cui l'auspicio conclusivo fu: "Costruire di più, vivere di più, avere più avamposti – questa è la nostra risposta agli assassini cosicché essi sappiano che non possono sconfiggerci".
Al padre di Ruth Fogel è attribuita la frase: "I nostri figli sono preparati ad essere sacrificati come offerta sull'altare della redenzione che dobbiamo continuare a costruire. Udo e Ruthie hanno cercato questa redenzione".
Motti Fogel, fratello di Udi Fogel, biasimò l'uso che venne fatto del massacro della famiglia: "Tutti gli slogan riguardo alla Torah e agli insediamenti, la Terra di Israele ed il Popolo di Israele sono tentativi di dimenticare la semplice ed atroce verità: tu sei morto. Tu sei morto e nessuno slogan potrà riportarti indietro. Non sei un simbolo o un evento nazionale. La tua vita era uno scopo in se stesso e per se stesso, e dovrebbe essere impedito trasformarla in uno strumento a causa dell'atrocità della tua morte".
Dopo il periodo di lutto di 30 giorni, ad Itamar venne eretto un memoriale dove venne posta la prima pietra per la costruzione di un nuovo kollel da intitolare a Udi Fogel. Centinaia di persone assistettero alla cerimonia, inclusi il Rabbino Capo Sefardita Moshe Amar, i membri della Knesset Tzipi Hotovely (Likud) e Uri Ariel (National Union), e il presidente dello Yesha Council Danny Dayan. Molti dei partecipanti firmarono una Megillah, che fu recitata dal precedente Capo del Rabbinato Militare e dal dirigente della Yeshiva Avichai Rontzki prima di essere posta nelle fondamenta del nuovo kollel.

## Caccia all'uomo e cattura
Successivamente all'assalto, soldati delle Forze di difesa israeliane (IDF) e la Polizia israeliana giunsero ad Itamar e condussero le ricerche per tutto il villaggio. La Israeli Air Force utilizzò dei droni per la sorveglianza aerea dell'area. Le autorità israeliane dichiararono interdetta la vicina città di Nablus. L'esercito israeliano istituì dei posti di blocco sulle strade che portavano alla città e impedì a chiunque di uscire o entrare, in accordo con i palestinesi. Le aree residenziali vennero messe sotto coprifuoco e l'Esercito israeliano condusse ricerche casa per casa. Venne ripristinato il checkpoint Huwwara, che era stato smantellato.
Una prima ricostruzione suggeriva che i due assalitori fossero entrati a Itamar poco dopo le 21, scavalcando la recinzione di sicurezza dell'insediamento, e che fossero rimasti nell'insediamento per tre ore senza essere notati. Date le caratteristiche degli omicidi, l'IDF concluse che l'assalto non fosse stato condotto da un commando terroristico organizzato, bensì opera di una o due persone. Le autorità israeliane inizialmente sospettarono che gli omicidi potessero essere stati compiuti come rappresaglia per l'uccisione di due giovani palestinesi di Awarta, uccisi vicino ad Itamar nel 2010.
Ad Itamar, l'abitazione della famiglia Fogel fu sigillata con nastro rosso e piantonata da soldati. Una squadra forense esaminò la casa, raccogliendo le prove lasciate dagli assassini. Un investigatore dell'IDF trovò le tracce che mostravano che gli assalitori avevano scalato la recinzione, rinvenendo orme e gli oggetti che gli assassini avevano abbandonato fuggendo da Itamar. L'investigatore, accompagnato dall'IDF, seguì le loro tracce fino al villaggio palestinese di Awarta.
L'esercito IDF entrò nella città di Burqa, a nordovest di Nablus, perquisendo le case e interrogando i residenti. Non vennero eseguiti arresti. I soldati dell'IDF e la polizia di frontiera israeliana entrarono anche nei villaggi di Sanur e Zababdeh, arrestando diverse dozzine di palestinesi. Agli investigatori fu imposta la consegna del silenzio.
Awarta fu posta sotto coprifuoco e dichiarata zona militare interdetta, IDF e MAGAV eseguirono arresti di massa di residenti durante tutti i giorni successivi. Secondo fonti palestinesi tutti gli uomini di Awarta furono interrogati. I residenti riferirono di continue ricerche porta a porta ed alcune case vennero setacciate anche tre volte. Secondo alcune testimonianze, carri armati israeliani pattugliavano le strade del villaggio, e l'esercito venne schierato sulle colline attorno al villaggio. La città di Nablus rimase interdetta, ma quattro giorni dopo il delitto venne permesso un rifornimento di cibo.
Il 29 marzo 2011, l'IDF dette inizio ad una seconda ondata di arresti ad Awarta, trattenendo 60 palestinesi, incluso il vicesindaco di Awarta e raccogliendo campioni di DNA. Circa venti persone vennero immediatamente rilasciate dopo il test del DNA, mentre gli altri 40 vennero interrogati. Una settimana più tardi, l'AFP riferì che l'IDF aveva arrestato più di 100 donne del villaggio, sistemandole in un campo dove vennero loro prelevate le impronte digitali e campioni di DNA prima di rilasciarne la maggior parte.
All'11 aprile, i raid giornalieri dell'IDF nel villaggio continuavano e l'esercito continuava a mantenere i blocchi stradali all'ingresso. Secondo le delegazioni della sinistra israeliana e i residenti di Awarta, i soldati umiliavano i residenti e danneggiavano le proprietà. Funzionari palestinesi denunciarono che Israele avesse requisito terreni attorno al villaggio per espandere gli insediamenti adiacenti. L'Autorità Palestinese condannò i raid e si appellò alla comunità internazionale affinché facesse pressioni su Israele per fermarli.
Lo Shin Bet interrogò i numerosi abitanti di Awarta che erano stati arrestati (alcuni dei quali interrogati nuovamente anche dopo il rilascio). Nel frattempo, anche l'IDF interrogò i residenti in varie zone di Awarta. Gli interrogatori fecero luce su varie piste, ma lentamente il cerchio dei potenziali sospettati si restrinse. A questo stadio, l'unità di élite Duvdedan e l'unità speciale della polizia israeliana iniziarono ad eseguire arresti segreti dei sospettati, i cui interrogatori fornirono ulteriori informazioni. Hakim Awad fu arrestato il 5 aprile, ma iniziò a collaborare solo dopo ulteriori prove a suo carico. Amjad Awad fu arrestato il 10 aprile. Le prove forensi raccolte nella casa della famiglia Fogel lo collegavano al massacro.
I due furono identificati come gli autori materiali e posti sotto custodia in attesa di giudizio. Il 17 aprile fu ufficialmente reso noto che Amjad e Hakim Awad erano stati identificati come gli assassini. Entrambi i sospettati confessarono gli omicidi e ne offrirono un resoconto dettagliato. Essi non espressero rimorso per le loro azioni e si sottoposero ad una ricostruzione dettagliata dell'assalto davanti agli Ufficiali della Sicurezza. Amjad Awad si dichiarò orgoglioso di quanto aveva fatto e dichiarò che non avrebbe avuto rimpianto neanche se fosse stato condannato a morte.
Di conseguenza, il padre di Hakim, due zii e il fratello furono arrestati per aver nascosto le armi del delitto e aver soppresso le prove. Le forze di sicurezza israeliane arrestarono anche il militante della FPLP che i due avevano incontrato per chiedergli le armi, e fecero incursione nella casa a Ramallah di Yazed Hassan Mohammed Awad, il contatto di Salah Awad che aveva nascosto dopo il massacro i due fucili d'assalto rubati. Entrambi i fucili vennero rinvenuti in casa sua. Inoltre, si scoprì che Yazed Awad aveva istruito Amjad e Hakim sulle tecniche di interrogatorio della Shin Bet. Egli fu arrestato, e nel dicembre del 2012 fu condannato da un tribunale militare.

## Processo e incarcerazione
Il 26 maggio 2011, Il Tribunale Militare per la Giudea e la Samaria estese per altri undici giorni la custodia cautelare per i due cugini. La Procura Militare informò la Corte che alla successiva udienza i due imputati sarebbero stati formalmente accusati. La Procura Militare prese in considerazione la richiesta della pena di morte, a causa della natura efferata dell'assalto, senza però poi accettarla.
Il 5 giugno 2011, Amjad e Hakim Awad comparvero davanti alla Corte Militare per la Giudea e la Samaria con i capi d'accusa di quintuplice omicidio, furto di armi, violazione di domicilio e associazione a delinquere. I sospettati confessarono gli omicidi e la procura militare presentò le prove forensi che li collegavano alla scena del crimine, inclusi campioni di DNA e impronte digitali.
Secondo l'ufficiale anziano della Shin Bet incaricato delle indagini, nonostante la giovane età dei sospettati, Hakim e Amjad "descrissero le proprie azioni con autocontrollo e non espressero rimorso su quanto avevano fatto, in nessun momento dell'indagine". Amjad dichiarò ai giornalisti in tribunale che "Non rinnego ciò che ho fatto e lo rifarei. Sono orgoglioso delle mie azioni e accetterò qualsiasi pena, anche la morte, perché io ho fatto tutto questo per la Palestina".
Hakim Awad fu riconosciuto colpevole dei cinque omicidi nell'agosto del 2011. Fu anche condannato per reati contro la sicurezza e reati a mano armata. Nel settembre del 2011 fu condannato a cinque ergastoli consecutivi più ulteriori cinque anni di prigione. Prima della sentenza Hakim Awad aveva dichiarato di non essere pentito e di avere compiuto il massacro "a causa dell'occupazione".
Nell'ottobre del 2011 Amjad Awad si dichiarò colpevole di cinque omicidi. Prima di decidere se incriminarlo, i giudici esaminarono la prova principale. I giudici presero in considerazione la pena di morte, ma decisero di non optare per una sentenza più pesante di quella richiesta dalla Procura. Il 16 gennaio 2012, anch'egli fu condannato a cinque ergastoli, e a una pena aggiuntiva di sette anni di prigione.

## Reazioni popolari

### Israele
In risposta all'attacco di Itamar, il 13 marzo il Consiglio dei Ministri israeliano approvò la costruzione di 500 unità abitative a Gush Etzion, Ma'ale Adummim, Ariel e Modi'in Illit, aree della Cisgiordania che Israele intende mantenere sotto accordo permanente con i palestinesi. La decisione fu presa in una riunione del Consiglio tenutasi a tarda notte e a cui presero parte sia il Primo Ministro Benjamin Netanyahu che il Ministro della Difesa Ehud Barak, dopo che furono escluse varie alternative come l'avvio di nuovi insediamenti o l'ampliamento dell'insediamento di Itamar. La decisione fu criticata dai palestinesi e dagli Stati Uniti. Un portavoce del Dipartimento di Stato statunitense dichiarò al Jewish Week che "gli Stati Uniti sono profondamente preoccupati dalle continue azioni israeliane riguardo agli insediamenti nella Cisgiordania" e che "i nuovi insediamenti israeliani sono illegittimi e vanno contro gli sforzi delle negoziazioni".
Il Primo Ministro Benjamin Netanyahu, facendo visita ai parenti delle vittime, disse "Loro sparano, noi costruiamo". Il Ministro degli Esteri Avigdor Lieberman si dichiarò contrario all'applicazione della pena di morte per gli autori del massacro, dicendo che Israele "non dovrebbe essere guidato dalla vendetta".
Il 4 aprile 2011, il deputato di Kadima Yoel Hasson presentò una proposta di legge per vietare che gli assassini di bambini fossero inclusi nelle liste di scambio dei prigionieri e impedire loro di ottenere un futuro perdono. In conseguenza dell'attacco, esercito israeliano e forze di polizia vennero dispiegati vicino a Nablus per prevenire scontri.
Secondo fonti palestinesi e la BBC, i coloni israeliani compirono atti di vandalismo contro proprietà vicino a Nablus, Hebron, Betlemme e Ramallah come rappresaglia per il massacro dei Fogel. Le stesse fonti riferirono anche la distribuzione da parte dei coloni di volantini di minaccia a Beitillu, vicino a Ramallah, il blocco di un incrocio a Gush Etzion e lanci di pietre verso i palestinesi. Molti di loro furono arrestati dall'IDF e dalla Polizia presente nella zona. Attivisti israeliani bloccarono lo svincolo autostradale vicino a Psagot sulla Highway 60.
Secondo fonti palestinesi, i residenti di Bat Ayin presero parte ad una protesta in cui la Polizia israeliana lanciò dei lacrimogeni. Varie testimonianze riferirono che i coloni insediati presso Nablus e Kedumim lanciarono pietre e dettero fuoco a veicoli palestinesi, e bloccarono la Jit Junction. Pare che Rabbi Yitzchak Ginsburgh, Rosh Yeshiva e Od Yosef Chai Yeshiva di Yitzhar abbia auspicato la demolizione delle case in un vicino villaggio.
Il 13 marzo, israeliani protestarono ai raccordi stradali di Horev, Tzabar, Megiddo e Azrieli, esponendo cartelli con scritte "anche noi siamo coloni" e "la pace non si firma col sangue". I conducenti delle auto suonarono i clacson in segno di solidarietà. Attivisti di destra protestarono vicino a Gerusalemme e studenti della Università Bar-Ilan tennero una manifestazione sulla Highway 4, intonando "basta violenza e incitamento – parliamo da umani e
non da assassini".
Il 14 marzo, alcuni coloni si resero protagonisti vicino a Nablus di scontri con palestinesi che si conclusero con l'intervento dell'esercito israeliano che allontanò i palestinesi sparando. Negli scontri furono feriti un colono israeliano e dieci palestinesi. Tre giorni dopo, due operai palestinesi che lavoravano a Shilo furono attaccati da uomini mascherati armati di sbarre di ferro e spray al peperoncino, e fu attaccata anche una guardia di sicurezza israeliana che cercava di proteggerli.
Il 16 marzo, 200 coloni marciarono da Itamar ad Awarta. Quattordici di loro entrarono nel villaggio e lanciarono pietre. I soldati dell'IDF e la Polizia di Confine disperse i rivoltosi. Alcuni marciarono fino in cima ad una collina vicino ad Itamar in sostegno della costruzione in quel luogo di un nuovo avamposto israeliano.
Un sondaggio di opinione condotto dall'Harry S. Truman Research Institute for the Advancement of Peace e dal Palestinian Center for Policy and Survey Research rivelò che "Alla luce dell'attacco di Itamar, il 59% degli israeliani era contrario, mentre il 33% supportava la politica governativa di alleggerimento delle misure di sicurezza nella Cisgiordania come la rimozione dei blocchi stradali". I due sondaggi furono condotti su 601 israeliani adulti intervistati telefonicamente in ebraico, arabo e russo tra il 21 e il 18 marzo 2011.
Il 16 marzo Haaretz riportò che i residenti di Itamar stavano costruendo un nuovo avamposto, non ufficialmente denominato "Aryeh", ossia "leone" in ebraico, ma anche un acronimo dei nomi delle cinque vittime dell'attacco (Udi, Ruth, Yoav, Elad e Hadas). Il 1º dicembre, l'avamposto venne demolito dal personale dell'Amministrazione Civile israeliana sotto la protezione dell'IDF e della Polizia. Nella demolizione vennero abbattute tre strutture permanenti, due strutture provvisorie e una sinagoga. Venne distrutto anche un pannello elettrico di controllo e il sistema che alimentava una telecamera di sicurezza acquistata dal Consiglio Regionale di Shomron, ed un ufficiale della sicurezza dichiarò che il sistema elettrico era illegale e che era stato abbattuto per non mettere a rischio il personale che eseguiva lo smantellamento. I coloni denunciarono anche la confisca di tre pergamene della Torah.

### Palestinesi
Militanti palestinesi tirarono pietre agli autobus che ritornavano dal funerale delle vittime ma alcuni palestinesi residenti ad Awarta, che in precedenza avevano avuto scontri con i coloni da Itamar, biasimarono il massacro.
Un paramedico intervistato da un quotidiano israeliano riferì che il giorno dell'attacco alcuni coloni avevano visto fuochi d'artificio e festeggiamenti nelle vicine comunità palestinesi.
Nella Striscia di Gaza, il massacro provocò festeggiamenti a Rafah, dove palestinesi distribuivano dolci e caramelle nelle strade. Un residente definì i festeggiamenti come "la risposta naturale alle vessazioni inflitte dai coloni ai residenti palestinesi nella Cisgiordania".
Il Middle East Media Research Institute, commentando le reazioni al massacro nei media palestinesi, dichiarò che mentre Sawsan Al-Barghouti, un cronista di un sito web affiliato ad Hamas, aveva definito il massacro di Itamar "un atto eroico", nel resto dei media palestinesi il massacro di bambini ("anche se coloni") veniva duramente condannato come inequivocabilmente immorale e contrario ai valori palestinesi, e inutile a sostenere la causa palestinese. Un editoriale, ad esempio, scrisse "Accoltellare un bambino a morte è un crimine contro l'umanità. Chiunque lo compia è un pazzo, o agisce su basi razziste. Questo non è nazionalismo; non c'è correlazione tra l'assassinio di un Bambino nell'insediamento di Itamar e i valori della lotta del nostro popolo". Molti si chiesero se un tale assassino poteva essere un palestinese. L'OLP condannò il massacro e accusò Israele di essere saltato alla conclusione che gli autori fossero palestinesi, e di sfruttare la tragedia per il proprio tornaconto politico.
Un'inchiesta di Haaretz evidenziò che i palestinesi, sui giornali e sui social network condannavano l'attacco pur al contempo criticando i coloni e le dichiarazioni del governo israeliano sui nuovi insediamenti per rappresaglia.
Un sondaggio di opinione condotto dall'Harry S. Truman Research Institute for the Advancement of Peace e dal Palestinian Center for Policy and Survey Research mostrò che il 63% dei palestinesi intervistati condannava l'attacco, mentre il 32% lo approvava. Il campione era composto da 1.270 adulti intervistati di persona in Cisgiordania, Striscia di Gaza e Gerusalemme Est dal 17 al 19 marzo 2011.
Nel gennaio 2012, l'Autorità palestinese mandò in onda un'intervista alla madre e alla zia di Hakim Awad, le quali lo definirono "eroe" e "leggenda". Nawef, la madre di Hakim che precedentemente aveva negato il coinvolgimento del figlio, ora lo ammetteva con orgoglio. La trasmissione era parte di un programma settimanale incentrato sui prigionieri palestinesi in Israele.
Il 1º febbraio 2012, la tomba di Eleazar fu trovata imbrattata con pittura spray da slogan in arabo inneggianti agli autori del massacro. L'atto vandalico fu scoperto da 500 pellegrini ebrei e dalla loro scorta IDF durante un pellegrinaggio al sito. I soldati e i pellegrini coprirono la tomba con pittura bianca per cancellare i graffiti.

### Stati Uniti
Una cerimonia in commemorazione della famiglia Fogel si tenne presso la Congregation Kehilath Jeshurun a New York una settimana dopo l'attacco. Ad essa parteciparono 1000 residenti locali, a cui si aggiungono altre 2000 persone che assistettero alla cerimonia via internet. Il presidente del New York Board of Rabbis, Rabbi Yaakov Kermaier, disse che le vittime "erano state trattate come criminali per aver stabilito e costruito una vita serena nel cuore della loro terra santa ancestrale". Il Pastore della Canaan Baptist Church in Harlem, il Reverendo Jacques DeGraff, disse ai fedeli riuniti: "Io sono qui oggi perché non è sufficiente per gli amici di Israele rilasciare una dichiarazione". La funzione fu sponsorizzata congiuntamente dalla Conference of Presidents of Major American Jewish Organizations, il Consolato generale di Israele a New York, dalla Jewish Community Relations Council of New York, la UJA-Federation di New York e dalla Congregazione Kehilath Jeshurun.
Gary Rosenblatt, capo redattore del The Jewish Week, commentò che le reazioni al massacro di Itamar erano state più blande in quanto le vittime erano israeliani religiosi che vivevano in un piccolo insediamento nella Cisgiordania. Egli sostenne che se le vittime fossero state ebrei laici viventi entro la Linea Verde, "lo sdegno sarebbe stato molto maggiore".

### Italia
Una delegazione di ebrei italiani da Roma visitò Itamar il 30 marzo e fece una donazione di 25.000 € a beneficio dei tre figli sopravvissuti della famiglia Fogel. Il presidente della comunità Ebraica di Roma, Riccardo Pacifici, disse: "Veniamo qui con un messaggio di solidarietà e di supporto".

### Finlandia
Un gruppo di artisti finlandesi scrisse una canzone in memoria della famiglia Fogel per il contest annuale Benei Akiva Jewish Eurovision tenutosi in quell'anno a Roma. Il gruppo si ispirò al fatto che la vita della figlia Tamar Fogel fu risparmiata solo grazie al fatto che essa era fuori casa al momento dell'attacco in quanto stava partecipando ad un incontro Benei Akiva.

### Reazioni ufficiali

#### Israele
- Il Presidente Shimon Peres disse "Questo è uno dei più orribili e più ardui eventi a cui abbiamo assistito, l'assassinio di genitori con i loro figli – tra i quali un bambino di quattro anni e un neonato di tre mesi – che stavano dormendo nei loro letti... Questo dimostra la perdita di umanità... Non c'è religione al mondo, non c'è fede che giustifichi un atto così orrendo".
- Il Primo Ministro Benjamin Netanyahu dichiarò di essere rimasto "profondamente scioccato" e di essere al fianco dei residenti della Cisgiordania aggiungendo che "Non permetteremo al terrore di disegnare la mappa degli insediamenti". Disse inoltre al Presidente palestinese Mahmoud Abbas che non era sufficiente condannare la violenza in quanto "contraria alla causa palestinese", ma in quanto moralmente inaccettabile. "Mi aspetto che voi poniate fine agli incitamenti nelle scuole, nei libri di testo e nelle moschee, e che educhiate i vostri figli alla pace, così come facciamo noi. L'assassinio di bambini nel sonno è omicidio fine a se stesso".
- Il Ministro degli Esteri Avigdor Lieberman si recò in visita alla casa dei Fogel a Itamar tre giorni dopo il massacro ed espresse la sua ammirazione per il popolo di Itamar, sottolineando che "è dovere dello Stato garantire la sicurezza dei residenti di Israele" e che Israele non può scendere a compromessi riguardo alla sicurezza e non ridiscuterà i confini del 1967. Lieberman inoltre sollecitò l'Autorità palestinese a porre fine agli incitamenti, affermando che "non possiamo parlare di pace con nessuno che da parte sua parla di odio, spargimenti di sangue e omicidio. Dobbiamo giungere ad una risoluzione a livello politico".
- In quella che Haaretz definì "una decisione senza precedenti", il Ministro israeliano per la Diplomazia Pubblica e gli Affari della Diaspora Yuli Edelstein decise di rilasciare alla stampa le sconvolgenti fotografie della scenda del massacro. Le fotografie mostrano i corpi martoriati e insanguinati dei membri della famiglia Fogel, con solo le facce oscurate, come da richiesta dei parenti.
- Il Capo di Stato Maggiore dell'IDF, Rav Aluf Benny Gantz, visitò Itamar il giorno successivo al massacro e promise "Non ci fermeremo finché non avremo messo le mani sugli assassini. Ciò che è avvenuto è atroce e gli autori sono criminali capaci di crimini bestiali".
- Il leader dell'opposizione Tzipi Livni espresse indignazione per il massacro, ma criticò la decisione del governo di approvare la costruzione di 500 unità abitative nella Cisgiordania in risposta all'attacco terroristico, in quanto riteneva che questo avrebbe collegato le abitazioni al terrorismo.
- Il membro della Knesset Arabo-israeliana Ahmad Tibi definì "codardi" gli autori del massacro e disse che "la nazione palestinese si vergogna di persone come quelle, che distorcono la sua immagine e la sua giusta lotta di liberazione dall'occupazione. Una lotta deve essere morale, consapevole, e onesta. Queste sono le regole della battaglia contro l'occupazione".

#### Territori palestinesi
- Il Presidente della Autorità palestinese Mahmoud Abbas telefonò al Primo Ministro israeliano Benjamin Netanyahu per condannare l'attacco. In una dichiarazione inizialmente rilasciata dal suo ufficio, Abbas sottolineò "il suo rifiuto e la sua condanna di tutte le violenze rivolte contro i civili, indipendentemente dai mandanti e dalle ragioni", aggiungendo che "la violenza produce violenza e che è necessario accelerare una giusta e globale soluzione del conflitto". In una intervista successiva alla Radio israeliana, Abbas definì il gesto come deprecabile, immorale ed inumano, dicendo che "un essere umano non è capace di ciò" "Scene come queste – l'omicidio di neonati e bambini e una donna massacrata – provoca orrore e pianto in qualsiasi persona dotata di umanità". Egli respinse le accuse del Primo Ministro Netanyahu sul fatto che l'Autorità palestinese incitasse alla violenza contro Israele, e sollecitò un comitato Israelo-palestinese-Americano che esaminasse le accuse di Netanyahu riguardo all'esistenza di elementi di incitamento nei libri di testo palestinesi. Il Primo Ministro Netanyahu si congratulò con Abbas per la condanna del massacro, ma disse che avrebbe dovuto esprimere la stessa condanna anche sui media palestinesi. Durante la sessione di apertura del Consiglio Centrale dell'OLP Abbas accusò Israele di continuare a gettare la colpa sui palestinesi e affermò che "i fatti sono ancora ignoti, perciò Israele insiste sulle sue posizioni prima che la verità sia scoperta". Abbas disse che i coloni israeliani nella West Bank si rendevano responsabili di crimini contro i palestinesi quotidianamente, e che "la comunità internazionale e l'opinione pubblica in Israele dovrebbe parlare di questi crimini, ed identificarli come tali", aggiungendo che questo non giustifica l'attacco.
- Il Primo Ministro dell'Autorità palestinese Salam Fayyad affermò di biasimare con chiarezza e fermezza l'attacco, "così come ho biasimato i crimini contro i palestinesi". Durante una tappa a Betlemme egli affermò "Noi siamo contro ogni tipo di violenza, la nostra posizione non è cambiata. Come abbiamo detto molte volte prima d'ora, ci opponiamo categoricamente alla violenza e al terrore, indipendentemente dall'identità delle vittime e degli autori".
- Il Ministro degli Esteri dell'Autorità palestinese Riyad al-Maliki rigettò l'accusa che i palestinesi fossero i mandanti dell'attacco, affermando che "uccidere un neonato e massacrare altre quattro persone della stessa famiglia in questo modo non era mai stato fatto da un palestinese per vendetta per conto di nessuno. Questo dovrebbe porre molti punti interrogativi sul motivo per cui gli israeliani hanno immediatamente accusato i palestinesi dell'omicidio".
- Secondo il sito web dell'Autorità palestinese WAFA, "Le autorità israeliane avevano ordinato di pubblicare le foto degli omicidi usandole come ricatto nei confronti di Abbas e pressarlo così a riprendere i negoziati, nonostante Netanyahu sapesse che il killer non era più anonimo e sicuramente non un palestinese".
- Il Ministro degli Affari Religiosi Mahmoud Habbash condannò l'attacco come "un grande crimine contro civili nelle loro case, un crimine disumano". In un'intervista telefonica con il Jerusalem Post Habbash insistette sul fatto che i palestinesi "sono contrari a crimini di questo tipo da entrambe le parti, e contro ogni omicidio, sia da parte palestinese che israeliana. Noi vogliamo vedere tutti i civili vivere in pace in Terra Santa".
- Il funzionario di Hamas Ezzat Al-Rashak negò la responsabilità di Hamas per l'attacco, affermando che "far del male ai bambini non è parte della strategia di Hamas, né lo è dell'opposizione". Rashak anche affacciò la possibilità che l'attacco fosse stato condotto da coloni per scopi criminali.
- La Brigata dei Martiri di al-Aqsa dichiararono che "l'operazione eroica è la naturale risposta ai crimini dell'occupazione (israeliana) contro il nostro popolo nella Cisgiordania e nella Striscia di Gaza"..
- L'agenzia di stampa ufficiale della Repubblica Popolare Cinese riportò che il Movimento per il Jihad Islamico in Palestina lo aveva definito un "attacco eroico" dicendo che "questo attacco è la prova che i palestinesi sono capaci di andare avanti con la resistenza armata e di superare tutte le difficoltà per raggiungere l'obiettivo".

#### Organizzazioni internazionali
- Nazioni Unite: L'Ufficio del Segretario Generale Ban Ki-moon rese pubblica una dichiarazione in cui "Il Segretario Generale condanna l'atroce massacro della scorsa notte di una famiglia israeliana di cinque persone, tra cui tre bambini, in un insediamento nella Cisgiordania. Si augura che gli autori del massacro vengano assicurati alla giustizia e che tutti agiscano con moderazione".
- Il rappresentante del Quartetto per il Medio Oriente Tony Blair disse "questo omicidio brutale e spaventoso è scioccante e deplorevole" e inviò le sue "più sentite condoglianze e il suo affetto ai membri sopravvissuti della famiglia e a tutta la comunità".

#### Altre reazioni internazionali
- Australia: Il governo australiano condannò l'attacco ed espresse le proprie condoglianze ai membri sopravvissuti e agli amici. Il Ministro degli Esteri Kevin Rudd definì l'attacco "un deplorevole atto di terrorismo" e disse che "Non può esserci alcuna giustificazione per il brutale assassinio di tre bambini innocenti e dei loro genitori".
- Belgio: Il Ministro degli esteri belga rilasciò una dichiarazione in cui condannava estesamente "l'esplosione di violenza in Israele e nei Territori palestinesi Occupati" riferendosi sia all'attacco di Itamar che ad un conseguente attacco dinamitardo a Gerusalemme, agli episodi di violenza nella Striscia di Gaza e ad un attacco missilistico contro cittadini israeliani partito da Gaza. Il comunicato riferiva che il Ministro degli Esteri Steven Vanackere "condanna molto fermamente l'uso di qualsiasi violenza contro i civili. È intollerabile seminare il terrore usando violenza su bersagli casuali, mettendo in pericolo la vita di bambini, donne e uomini".
- Canada: Il Ministro degli Esteri canadese, Lawrence Cannon, dichiarò che "Il brutale omicidio di cinque israeliani, inclusi bambini, non può essere giustificato". Egli definì le atrocità "un atroce atto di terrorismo" e chiese la piena collaborazione dell'Autorità palestinese nel permettere la cattura dei responsabili.
- Cipro: Il Presidente cipriota Dimitris Christofias condannò l'attacco, definendo i suoi autori "disumani", ed espresse le sue condoglianze alla famiglia e al popolo di Israele.
- Francia: Il Ministro degli esteri Alain Juppé disse che "La Francia condanna duramente l'assassinio di cinque membri di una famiglia israeliana avvenuto ieri nell'insediamento di Itamar, nella Cisgiordania. Tra le vittime di questo barbaro atto ci sono tre bambini, incluso un neonato", e porse le sue condoglianze alla famiglia delle vittime e alle autorità israeliane. Juppé aggiunse che la Francia "condanna tutti gli atti di violenza nei territori occupati e auspica il massimo sforzo per prevenire una degenerazione della situazione. Deve prevalere lo sforzo per giungere alla pace attraverso la negoziazione". Il console generale francese in Gerusalemme, Frédérique Desagleau, presenziò al funerale delle cinque vittime. L'ambasciatore francese in Israele Christophe Bigot visitò i genitori di Ruth Fogel per porgere le condoglianze.
- Germania: Il Ministro degli Esteri Guido Westerwelle condannò il "crudele ed atroce massacro" affermando che "niente può giustificare azioni di questo genere".
- Giappone: Il Ministro degli esteri giapponese affermò che "Il Giappone condanna fermamente il massacro del 12 marzo ad Itamar, Cisgiordania settentrionale. Il Giappone esprime la sua sentita solidarietà alle vittime e invia le condoglianze ai parenti sopravvissuti. Un tale atto non può essere giustificato in nessun modo ed ogni tentativo di giustificare la violenza è inaccettabile".
- Grecia: Il portavoce del Ministro degli Esteri Greco Gregory Delavekouras dichiarò che "inequivocabilmente condanniamo il massacro di cinque membri di una famiglia israeliana –tra cui tre bambini – ed esprimiamo il nostro profondo cordoglio e supporto ai parenti e agli amici. L'omicidio di bambini nel sonno è un atto inconcepibilmente disumano, barbaro e blasfemo", e auspicò che gli assassini venissero assicurati alla giustizia immediatamente. Nella dichiarazione si faceva anche l'auspicio che il processo di pace continuasse e si ribadiva che gli insediamenti erano illegali, ma che "ogni atto di violenza contro i civili è da condannarsi, qualunque ne sia la fonte".
- Irlanda: Il Tánaiste irlandese e Ministro degli affari esteri Eamon Gilmore condannò il massacro della famiglia Fogel, definendolo "uno spaventoso atto di violenza" e "un'atrocità senza senso". Gilmore chiese ad israeliani e palestinesi di riprendere i colloqui di pace e di procedere verso una giusta risoluzione basata su due Stati che possano esistere fianco a fianco".
- Italia: Il presidente della Camera dei deputati, Gianfranco Fini, telefonò alla sua controparte israeliana Reuven Rivlin, denunciando l'attacco come "un evento terribile e tragico in massima misura". Presentò le sue condoglianze da parte del popolo italiano alla famiglia e all'intero popolo di Israele.
- Paesi Bassi: Il Ministero degli esteri olandese espresse "sdegno" per il massacro, affermando che "un crimine come questo non può mai essere giustificato", auspicò che tutti i responsabili venissero consegnati alla giustizia e sollecitò l'Autorità palestinese a cooperare all'arresto dei sospettati. Affermò inoltre di concordare con il Quartetto nel sottolineare l'importanza di raggiungere la pace tra Israele e i suoi vicini. Il Ministro degli Esteri Uri Rosenthal inoltre porse le sue condoglianze alla famiglia delle vittime e a Israele.
- Norvegia: Il Ministro degli esteri norvegese Jonas Gahr Støre rilasciò una dichiarazione in cui: "Condanno l'omicidio brutale di sei israeliani nella Cisgiordania. Questo è un atto criminale di cui i responsabili devono essere consegnati alla giustizia il prima possibile".
- Spagna: Il Ministro degli esteri spagnolo rilasciò una dichiarazione in cui condannava l'attacco "nel modo più energico" ed espresse la speranza che l'evento non conducesse ad una escalation di violenza nella regione.
- Turchia: Il Ministro degli esteri turco Ahmet Davutoğlu pubblicò un messaggio sul sito del Ministero dichiarando l'attacco "inaccettabile". Egli sottolineò che "un atto di terrore contro bambini innocenti è un crimine che viola il diritto più basilare, quello alla vita".
- Regno Unito: Il Segretario di Stato per gli affari esteri William Hague disse che "Gli amici e i parenti della famiglia trucidata ad Itamar hanno la mia più profonda solidarietà. Questo è stato un atto di incomprensibile crudeltà e brutalità che io condanno assolutamente. Noi ci auguriamo che i colpevoli vengano individuati quanto prima".
- Stati Uniti: Il portavoce della Casa Bianca Jay Carney disse che "Non c'è nessuna giustificazione possibile per il massacro di genitori e figli nella loro casa. Auspichiamo che l'Autorità palestinese condanni inequivocabilmente questo attacco terroristico e che gli autori di questo orrendo delitto vengano condannati al più presto".

## Commemorazione
Nel febbraio del 2012, più di 1000 membri del partito Likud visitarono Itamar e piantarono 1500 alberi in memoria delle vittime della famiglia Fogel in occasione della festività di Tu BiShvat.